# Richard Strebinger
Richard Strebinger (ur. 14 lutego 1993 w Wiener Neustadt) – austriacki piłkarz. Jednokrotny reprezentant kraju.

## Kariera juniorska
Zaczynał karierę w zespole SC Piesting, w którym grał w latach 2002–2003. Następnie, w latach 2003–2007 reprezentował młodzieżówkę klubu FV Club 83 Wiener Neustadt. Od 2007 do 2008 roku był piłkarzem AKA St. Pölten. W latach 2008–2011 reprezentował zespoły młodzieżowe Herthy Berlin. W zespole U17 Austriak zagrał 22 mecze, a w U19 13.

## Kariera klubowa

### Hertha Berlin II
1 lipca 2011 roku Richard Strebinger przebił się z zespołów młodzieżowych do drugiego zespołu Herthy Berlin. W tym zespole zadebiutował wcześniej, 6 listopada 2010 roku w meczu przeciwko rezerwom VfL Wolfsburg (0:2 dla Wolfsburga). Zagrał całe spotkanie. Łącznie w rezerwach stołecznego klubu rozegrał 26 spotkań.
W pierwszym zespole Herthy trzykrotnie zameldował się na ławce rezerwowych.

### Werder Brema II
1 lipca 2012 roku przeniósł się do rezerw Werderu Brema. W tym zespole zadebiutował 3 sierpnia 2012 roku w meczu przeciwko SV Wilhelmshaven (3:1 dla Werderu). Austriak rozegrał spotkanie w pełnym wymiarze czasowym. W drugim zespole Werderu Brema łącznia rozegrał 41 spotkań.

#### Pierwszy zespół
Richard Strebinger w Werderze Brema zadebiutował 7 grudnia 2014 roku w meczu przeciwko Eintrachtowi Frankfurt (5:2 dla rywali). Wszedł z ławki w 59. minucie, zastępując Raphaela Wolfa, który nabawił się urazu. Oprócz tego zagrał jeszcze jedno spotkanie w Werderze.

### Wypożyczenie do Jahn Regensburg
27 stycznia 2015 roku włodarze Werderu podjęli decyzję o wypożyczeniu austriackiego golkipera do Jahnu Regensburg. W zespole tym po raz pierwszy wystąpił w tym klubie w ostatni dzień stycznia roku 2015, w meczu przeciwko rezerwom Borussii Dortmund (3:0 dla Jahnu). Rozegrał całe spotkanie. Na tym wypożyczeniu zagrał 14 spotkań.

### Rapid Wiedeń
1 lipca 2015 roku Strebinger został sprzedany za 500 tysięcy euro do Rapidu Wiedeń. W klubie ze swojej ojczyzny zadebiutował 9 sierpnia 2015 roku w meczu przeciwko Wolfsbergerowi AC (2:1 dla Rapidu). Zagrał całe spotkanie. Z tym klubem wielokrotnie występował w Lidze Europy, siedział też na ławce podczas jednego meczu Ligi Konferencji Europy (z Vitesse Arnhem). Łącznie w barwach Rapidu w samej austriackiej Bundeslidze zagrał 155 spotkań.

### Legia Warszawa
20 lutego 2022 roku przeszedł na zasadzie prawa Bosmana do Legii Warszawa. W stołecznym zespole zadebiutował 2 kwietnia 2022 roku w meczu przeciwko Lechii Gdańsk (2:1 dla Legii). Zagrał całe spotkanie. Łącznie, w czasie swojego pobytu w Warszawie, wystąpił w 5. spotkanich w Ekstraklasie i jednym w Pucharze Polski.
Rozegrał też jedno spotkanie w rezerwach Legii. 12 marca wystąpił przeciwko Pilicy Białobrzegi (5:2 dla rezerw), zagrał cały mecz.
11 czerwca 2022 roku rozwiązał kontrakt z Legią za porozumieniem stron.

## Reprezentacja
Austriak grał w wielu reprezentacjach młodzieżowych. Na początku występował w kadrze U-17, gdzie zadebiutował 19 marca 2010 roku w meczu przeciwko Finlandii, zremisowanym 3:3. A łącznie rozegrał 3 spotkania.
Później, ale wciąż w 2010 roku zagrał 2 mecze w reprezentacji do lat 18, przeciwko Słowenii i Szwajcarii.
W reprezentacji U-19 zagrał 13 spotkań, z czego pierwsze z nich z Niemcami (1:0 dla rywali Austrii).
W kategorii U-21 wystąpił w 6 spotkaniach, pierwsze z nich zagrał przeciwko Węgrom (3:1 dla Austrii).
W seniorskiej kadrze zagrał jedno spotkanie. 16 października 2018 roku w meczu przeciwko Danii, przegranym 2:0. Na bramce stał cały mecz.